# Calandlyceum
Het Calandlyceum is een school voor het voortgezet onderwijs in Amsterdam Osdorp, in het stadsdeel Nieuw-West. De school is gelegen aan de Pieter Calandlaan tussen Louis Davidsstraat en Hoekenes.

## Geschiedenis

### Vijfde Hoogereburgerschool

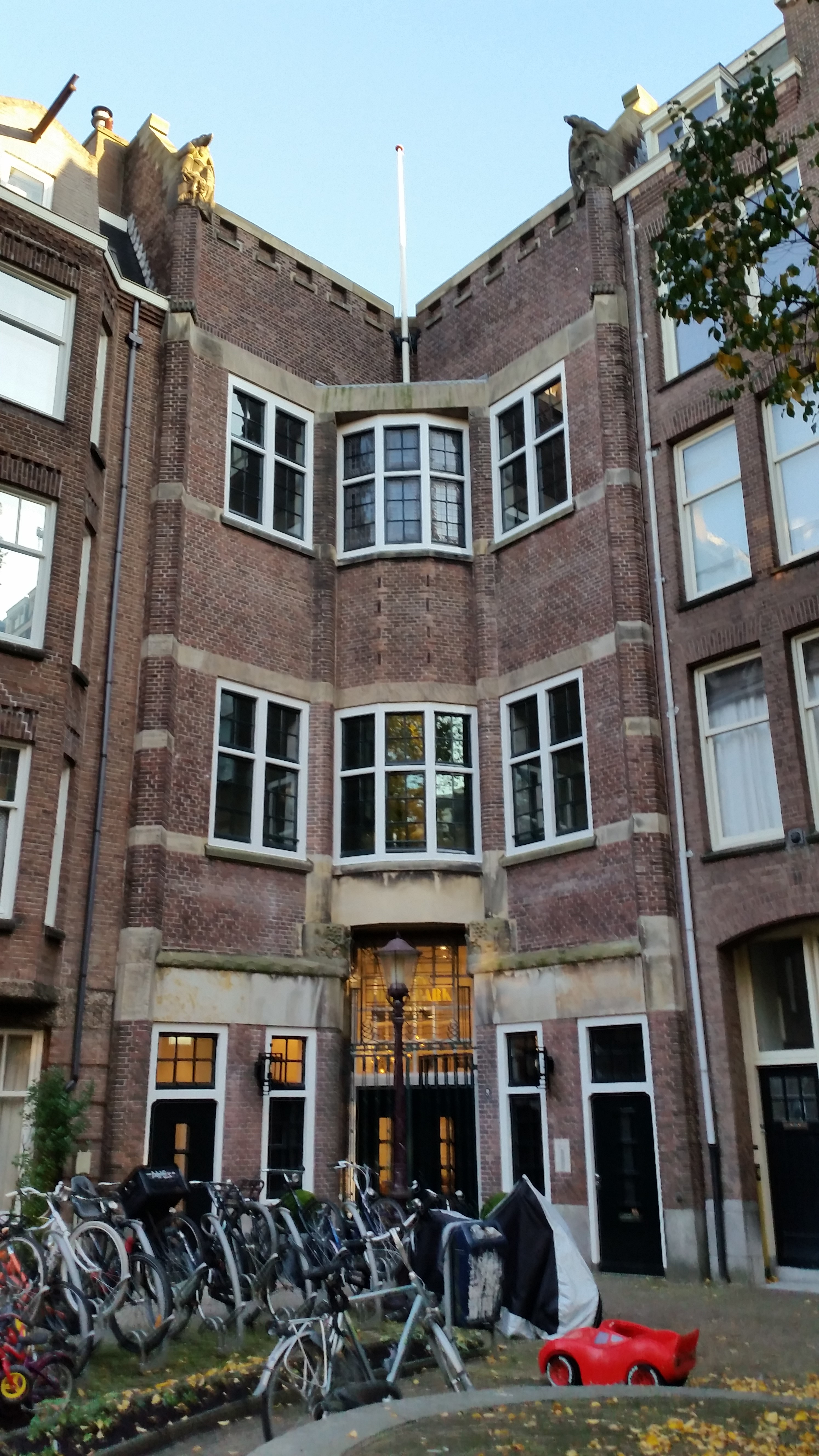
Gebouw uit 1916, Zocherstraat 23-25, gemeentelijk monument (januari 2019)

De school kwam voort uit de "Tweede Driejarige HBS", een schooltype dat destijds op de Vijfde Hoogereburgerschool kon worden gevolgd. Het gebouw dat is gebouwd in de stijl van de Amsterdamse school was ontworpen door G.J.Rutgers in opdracht van Publieke Werken en opgeleverd in 1916. De school stond aan de Zocherstraat 23-25, had een korte knik in de gevel die was versierd met een beeldhouwwerk van Hildo Krop. De school bevatte oorspronkelijk naast zestien schoollokalen en een gymzaal ook een dienstwoning. De laatste jaren was het gebouw in gebruik bij het ROC. In 2016 werd het gebouw, een gemeentelijk monument, verkocht en omgebouwd tot in totaal twintig appartementen.

### Osdorper Schoolgemeenschap
Vanwege ruimtegebruik kon de school met een toenemend aantal leerlingen niet worden uitgebreid en moest voor een deel uitwijken naar Osdorp, een nieuwe wijk waar in tegenstelling tot de stad volop ruimte voor uitbreiding aanwezig was en er een dependance verscheen die ook plaats bood aan leerlingen die niet meer op het Cartesius Lyceum geplaatst konden worden dat ook kampte met ruimtegebrek. De eerste twee jaar bestond de school uit een houten noodvoorziening aan de Professor R. Casimirstraat 1
 zonder gymlokaal (dat gebeurde in Sloten). Al in 1964 waren er plannen voor nieuwbouw.
In 1966 werd het een zelfstandige school en kreeg de naam Osdorper Schoolgemeenschap (O.S.G) met als motto onderwijs voor iedereen en wilde voorkomen dat kinderen uit arbeidersklassen niet verder kwamen dan lager beroepsonderwijs of ulo, kinderen uit de middenstand naar mulo, hbs of mms gingen en de kinderen van de beter gesitueerde naar het lyceum of gymnasium en vervolgens naar de universiteit. De O.S.G was een experiment en op 1 augustus 1968 zou het hele voortgezet onderwijs op de helling gaan om invulling te geven aan de mammoetwet van minister Jo Cals. De O.S.G behoorde tot de acht experimenteerscholen, waar vóór de officiële invoering van de wet aan de nieuwe onderwijsidealen alvast invulling werd gegeven aan de nieuwe situatie met drie onderwijsstromen, voorbereidend wetenschappelijk onderwijs (gymnasium, atheneum, lyceum), algemeen voortgezet onderwijs (havo, mavo, lavo) en beroepsonderwijs (hbo, mbo, lbo).
Er werd een labyrint van houten noodlokalen neergezet langs het Hoekenespad 3 op het tracé van de geplande, maar nooit gerealiseerde (verlengde) Cornelis Lelylaan. Ondanks het gestaag groeiende aantal leerlingen was er geen geld voor nieuwbouw en omdat in het uitgebreide complex desondanks nog onvoldoende ruimte was, werd de speciale beginschool (1e klas) gevestigd in de oorspronkelijke houten noodlokalen aan de Casimirstraat.
De schoolgemeenschap was niet alleen bestemd voor leerlingen uit Osdorp, maar ook voor de andere Westelijke Tuinsteden zoals Geuzenveld waar geen middelbare school was maar ook voor het nabijgelegen Badhoevedorp.
Maar het aantal leerlingen bleef toenemen en al snel verspreiden de noodlokalen zich nog verder als een olievlek over het braakliggend terrein en het complex liep toen van het ongebruikte dijklichaam van het Geer Ban bij Meer en Vaart naar het Hoekenes en was ongeveer een kleine halve kilometer lang. Wanneer een leerling van de ene naar de andere kant van de school moest om van lokaal te wisselen was men een behoorlijke tijd onderweg en daar werd rekening mee gehouden in de lesroosters waar een lesuur 45 minuten duurde in plaats van 50 minuten. Binnen zes jaar huisvestte de school meer dan 2000 leerlingen en kende rond de 150 leraren, onder hen de later in de politiek bekend geworden André Haakmat en Henk Vonhoff, met daarnaast niet onderwijzend personeel. Sommige van de conciërges gebruikte een vouwfiets om de afstanden tussen de lokalen in redelijke tijd te kunnen overbruggen.

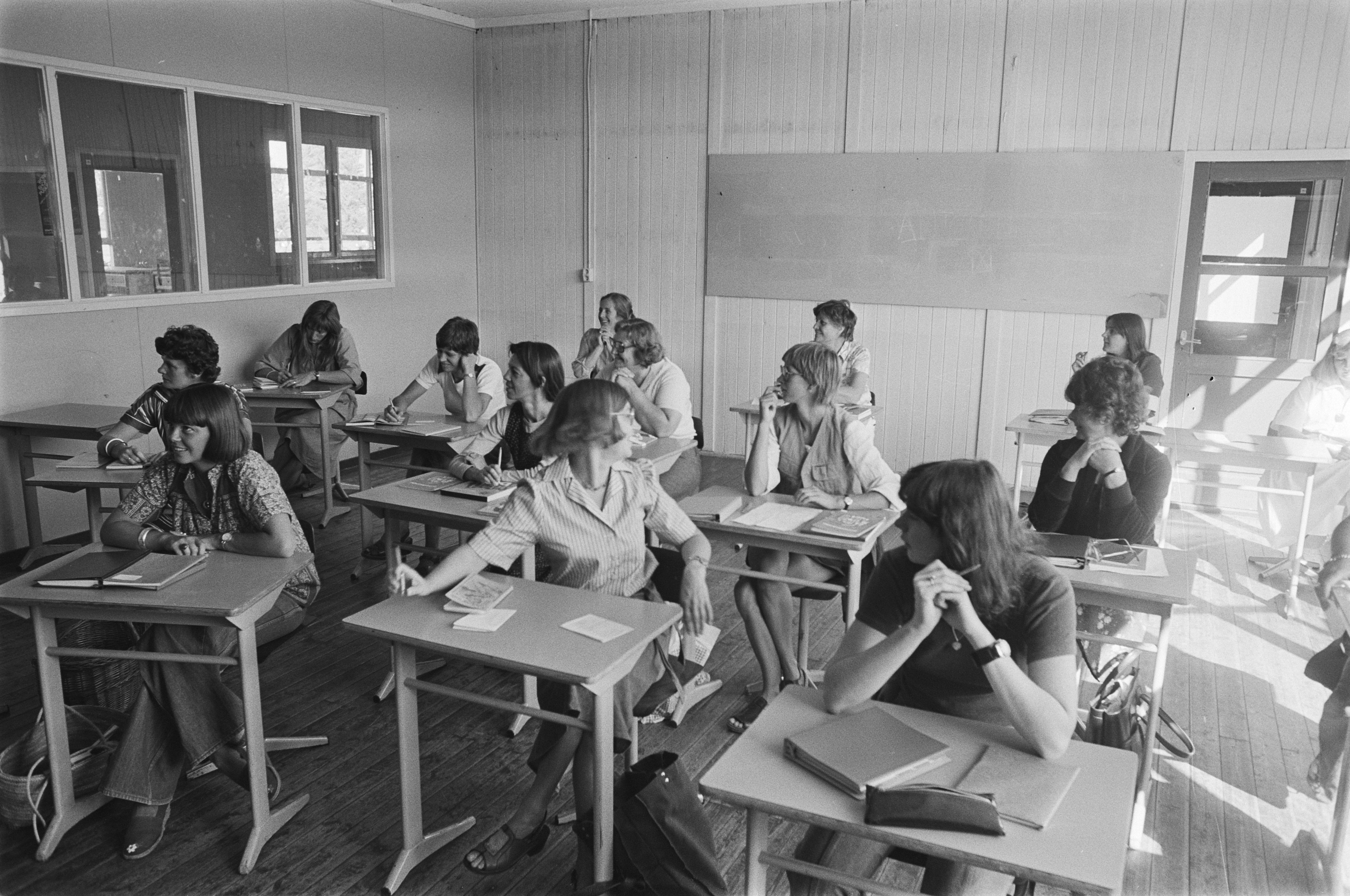
Moedermavoklas in 1976 in een van de vele houten noodlokalen

De O.S.G stond bekend als een vrije school en de docenten waren vaak jong, links en radicaal. Vernieuwend was een geavanceerd talenpracticumlokaal, met een koptelefoon, maar ook waren er scheikundelokalen met gaskranen. Verder waren er zes gymzalen en ook waren er lokalen waar kookles werd gegeven, onder meer aan brugklassers om alle mogelijke vakken te proberen, omdat op de O.S.G bijna alle vormen van onderwijs mogelijk waren en dus ook de opvolger van de huishoudschool. Ook bood de school onderdak aan een Moedermavo.
De nummering van de klassen was door het grote aantal klassen, er waren in het schooljaar 1977-1978 bijvoorbeeld achttien 2e klassen, niet zoals meestal bij andere scholen klas 2A, 2B, 2C enzovoort, maar klas 201, 202, 203 enzovoort. Vanaf de 4e klas nummerde men bij mavo-4 vanaf 441, bij havo de 4e klas vanaf 451, de 5e klas vanaf 551 en bij het vwo en gymnasium vanaf 461, 561 en 661 (6e klas). De 1e en 3e klas waren in de 100 en 300 genummerd. Alleen bij mavo-3 vanaf 331 en bij het beroepsonderwijs vanaf 391 (4e klas vanaf 491). De 1e klassen hadden ook de naam van een land. 
De school had een zogenaamd "Boekenfonds", het "B.O.S.G", waar de leerlingen de boeken konden huren en dus niet zelf behoefte aan te schaffen en later weer te verkopen. Na afloop van het schooljaar leverde men de boeken weer in maar kon een boete krijgen voor beschadigde boeken of een beloning voor onbeschadigde boeken. Verder kende de school proefwerkpapier met eigen logo (een wit-zwarte cirkel met een golvend vlak) en opdruk. Ook kregen de leerlingen aan het begin van het jaar een speciale O.S.G agenda, met veel informatie over de school, en behoefte deze dus niet zelf aan te schaffen.

#### Nieuwbouw

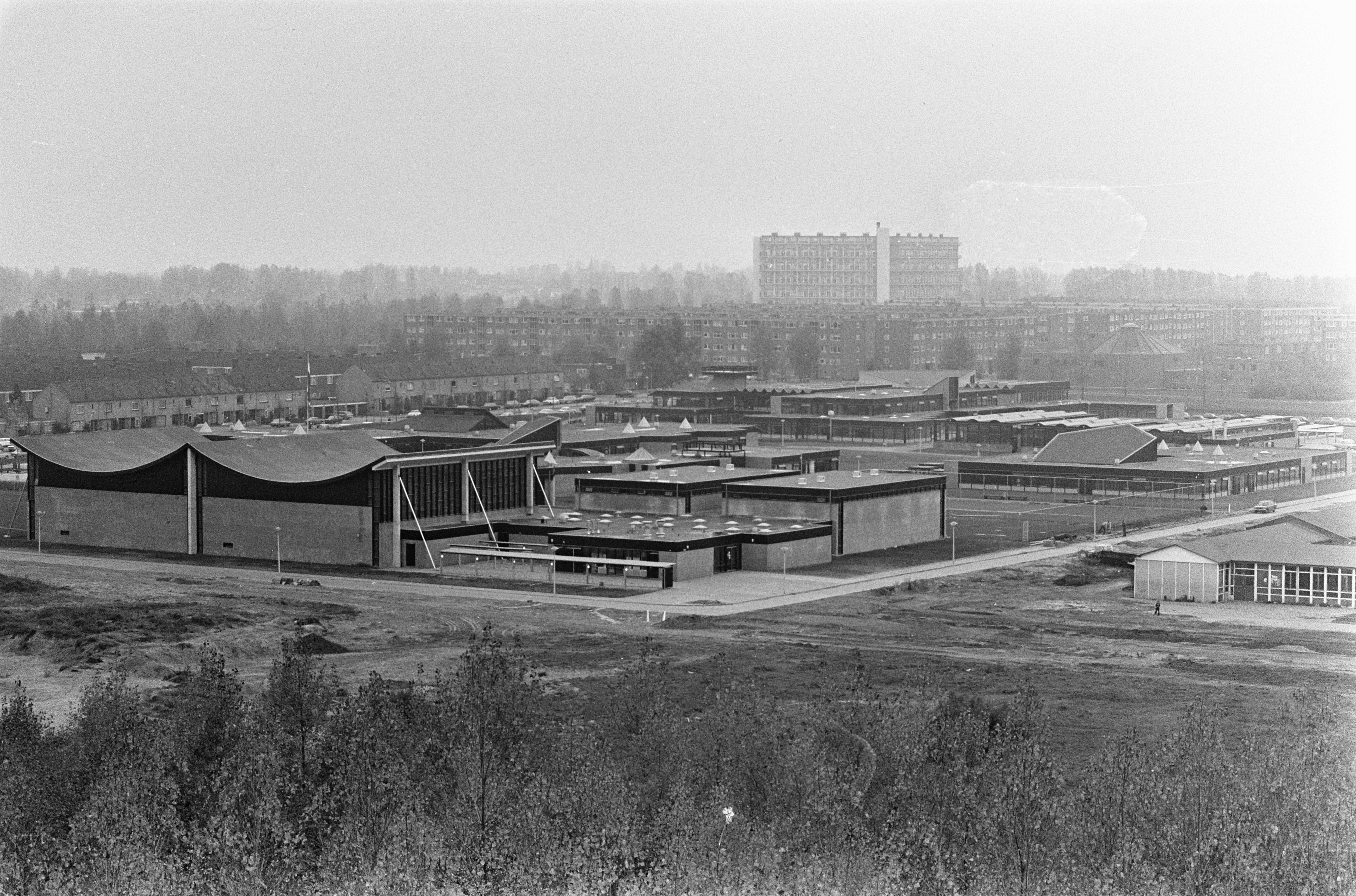
Nieuwbouw in 1976 met op achtergrond de verdieping van de eindschool met sterrenwacht, rechts nog de noodlokalen

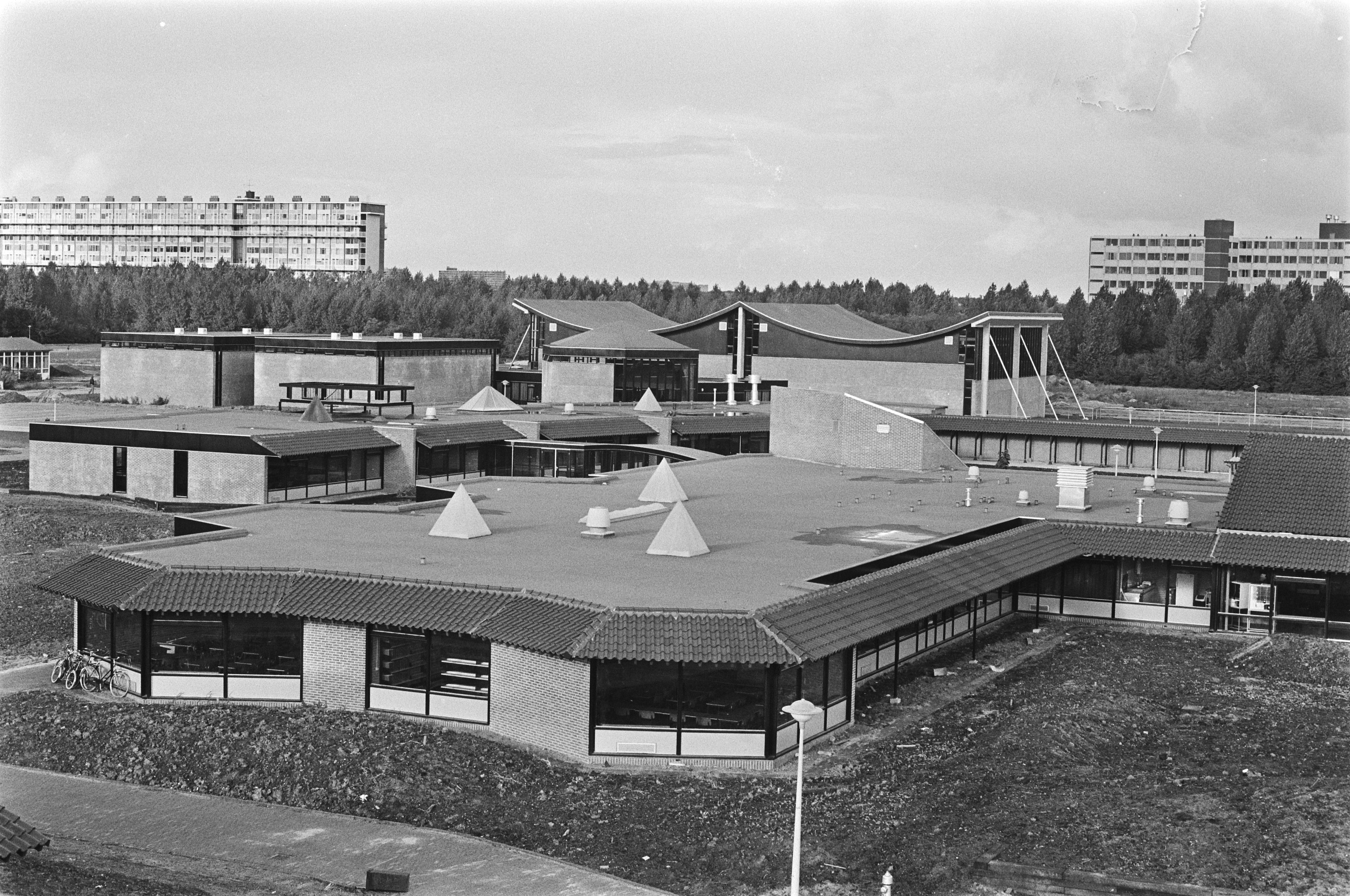
Beginschool in 1976 met op achtergrond sporthal

Tien jaar na de eerste plannen werd in 1974 de eerste paal geslagen voor de nieuwbouw die in 1976 gereed kwam. Dit betrof een nieuw complex aan het Hoekenes 61 tussen de houten noodlokalen en de Pieter Calandlaan en was destijds een van de modernste schoolcomplexen in Nederland. Het ontwerp was van de architect Ben Ingwersen met kunstwerken van beeldhouwer Bert van Laaf. Het complex was samengesteld uit losse paviljoens, soms met een overdekte loopbrug met elkaar verbondenin een parkachtige omgeving. Er stond dan ook geen hek om de school, behalve bij de beginschool, en het complex kon door de buurtbewoners gebruikt worden als park.
Het complex was opgedeeld in een beginschool voor de 1e klas en een deel van de 2e klassen en een eindschool voor de 4e klas en hoger. Daarnaast was er een uitgebreid sportcomplex met gymzalen en zelfs een sporthal. Verder was tussen de twee schoolgedeelten een expressiecentrum waar vakken als handarbeid, handwerken, muziek of tekenen werden gegeven. Op het dak van de eindschool was een sterrenwacht aanwezig voor die leerlingen die sterrenkunde volgden. Ook was er in plaats van een aula een theater. Een nieuwigheid waren ook de "open lokalen" bestaande uit verschillende leslokalen die binnen een van de drie schoolgebouwen één ruimte vormden. Er liep tussen de lokalen wel een gang, maar er stonden geen muren tussen. Onderwijskundigen oordeelde dat onderwijs in drie leslokalen tegelijk zonder tussenmuren rumoerig verliep. Het experiment duurde niet lang en er werden alsnog tussenmuren geplaatst. De schoolbel maakte plaats voor een lichtsignaal dat aan ging in het lokaal als de les was afgelopen.
In 1976 moest een leerlingenstop voorkomen dat de school meer dan 2500 leerlingen zou krijgen. In 1987 was men drie leerlingen onder de toen geldende opheffingsnorm van 925 gezakt. Omdat de nieuwbouw was berekend op een dalend leerlingenaantal was het nog een groot aantal jaren noodzakelijk een deel van de houten noodlokalen te handhaven waar een deel van de 2e klassen en alle 3e klassen werden gevestigd. Dit noemde men de dependance. Het noodcomplex van de beginschool werd in 1976 afgestoten. De houten noodlokalen werden met het dalende aantal leerlingen in de loop van de jaren tachtig overbodig en afgebroken waarna op het vrijkomende terrein sociale woningbouw verscheen.

## Calandlyceum
In 1987 werd het aantal opleidingen teruggebracht waarbij het lbo verviel en was de school geen brede schoolgemeenschap meer. De Osdorper Schoolgemeenschap kreeg toen de naam Calandlyceum vernoemd naar Pieter Caland. 
In 2003, 27 jaar na de oplevering en verre van afgeschreven, werd besloten het complex van Ben Ingwersen alweer te vervangen. Het ventilatiesysteem en de verwarming waren inefficiënt geregeld omdat het complex vier ketelhuizen bezat waardoor het zeer energieverslindend was mede omdat in de grote ramen geen dubbel glas aanwezig was. De exploitatiekosten waren hierdoor zo hoog dat het stadsdeel besloot tot nieuwbouw.
Er verscheen een geheel nieuw gebouw naar een ontwerp van architectenbureau A.A. Bos en Partners ten oosten van het oorspronkelijk complex dat werd gebouwd in 2003-2004. Het gebouw is goed geïsoleerd met een zogenaamd vegetatiedak, ofwel een grasdak. Een warmtewiel maakt het mogelijk warme lucht uit het gebouw opnieuw te gebruiken. Alleen een deel van het sportcentrum, waaronder de sporthal, bleef gehandhaafd en werd geïntegreerd met het nieuwe complex. Op de plaats van de paviljoens verscheen woningbouw.
De school is een lyceum met de richtingen Technasium gymnasium, atheneum, havo en vmbo-t. Vanaf 2009 wordt er een technasium-opleiding gegeven, als eerste school in Amsterdam. Daarnaast is de school ook een Lootschool voor topsporttalenten.
De school telt ongeveer 1900 leerlingen. De school is een afspiegeling van de gemengde Amsterdamse omgeving. Leerlingen komen voornamelijk van de basisscholen in Osdorp, maar ook uit andere Amsterdamse wijken en Badhoevedorp.
Het Calandlyceum kent vier profielen: TopSportTalentschool (LOOT), sport, CultuurProfielSchool en Technasium. Naast de vier profielen kent het Calandlyceum ook nog een gymnasium. Lumion is in 2012 gestart als Caland2  aan de Anderlechtlaan in Nieuw Sloten, en bevindt zich sinds oktober 2019 in een nieuw gebouw aan de Vlaardingenlaan 25. Lumion werd eveneens in 2019 de eerste kunskapsskolan partnerschool ter wereld. Er wordt lesgegeven in sessies, het onderwijs is meer gepersonaliseerd waarbij leerlingen worden ondersteund door een coach. Voor de lessen wordt veel gebruikgemaakt van de iPads.

### Onderwijsinspectie
Volgens de Onderwijsinspectie is de school erg sterk in de begeleiding van zorgleerlingen. De resultaten zijn wat verwacht kan worden voor een gemengde school. De leerlingen ontwikkelen zich volgens verwachting. De school staat onder het reguliere toezicht, hetgeen wil zeggen dat er niets bijzonders aan de hand is.